# The Octopus (film 1915)
The Octopus è un cortometraggio muto del 1915 scritto, diretto e interpretato da Tom Santschi. Basato sul romanzo di Frank Norris e sul lavoro teatrale di Charles Belmont Davis, il film aveva tra gli altri interpreti Lillian Hayward, Leo Pierson, Lafe McKee, Marion Warner.

## Produzione
Il film fu prodotto dalla Selig Polyscope Company.

## Distribuzione
Distribuito dalla General Film Company, il film - un cortometraggio in tre bobine - uscì nelle sale cinematografiche statunitensi il 15 luglio 1915.